# Legge di Leonardo
La legge di Leonardo (una volta era considerata un principio dell'idrodinamica) è una legge fisica, studiata in idrodinamica, secondo la quale la portata massica di un fluido in un condotto rimane sempre costante.
Costituisce un semplice corollario dell'equazione di continuità.

## Formulazione matematica
Considerando fluidi ideali, in un regime stazionario la portata rimane costante attraverso qualsiasi sezione. 
In una tubazione in cui si abbiano due sezioni di diversa area, per la legge di conservazione della massa, la portata uscente deve eguagliare la portata entrante e quindi accadrà che ove ci fosse un restringimento aumenterà la velocità del fluido:
{\displaystyle \rho _{1}\,A_{1}\,v_{1}=\rho _{2}\,A_{2}\,v_{2}}
essendo: {\displaystyle \rho _{1}}, {\displaystyle \rho _{2}}, {\displaystyle v_{1}}, {\displaystyle v_{2}} rispettivamente le densità e le velocità del fluido in corrispondenza alle sezioni {\displaystyle A_{1}} e {\displaystyle A_{2}}. 
Se il fluido è incomprimibile (densità costante {\displaystyle \rho _{1}=\rho _{2}}), la relazione precedente diventa: 
{\displaystyle A_{1}\,v_{1}=A_{2}\,v_{2}}
che è l'equazione della portata del condotto costante.